# Maria vom Frieden (Groß Vahlberg)

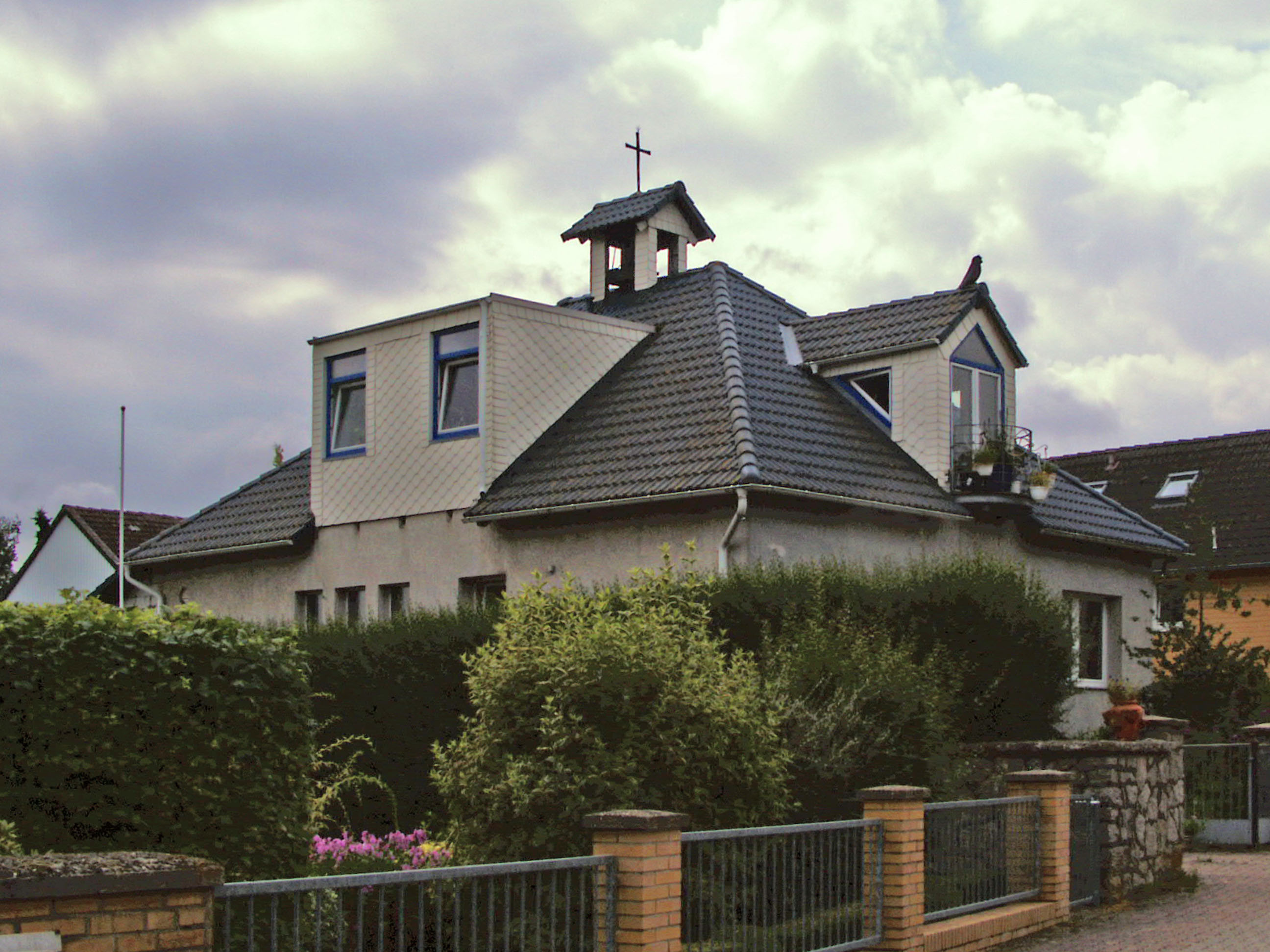
Ehemalige Kirche (2013)

Maria vom Frieden, umgangssprachlich auch kurz Maria Frieden genannt, ist eine ehemalige katholische Kirche in Groß Vahlberg. Sie gehörte zuletzt zur Pfarrgemeinde St. Joseph mit Sitz in Schöppenstedt im Bistum Hildesheim. Die Kirche war benannt nach dem Marientitel Königin des Friedens und befand sich in der Straße Vorwerk 6.

## Geschichte
In den 1930er Jahren wurde das Gebäude als Molkerei-Annahmestelle erbaut, im Zweiten Weltkrieg diente es als Lager für Kriegsgefangene. Da sich nach 1945 die Anzahl der Katholiken in der Gegend um Schöppenstedt durch die Ansiedelung von Flüchtlingen und Heimatvertriebenen stark erhöht hatte, wurde 1950 die zur Kuratie St. Joseph (Schöppenstedt) gehörende Pfarrvikarie Groß Vahlberg errichtet und das Gebäude von der Kirche gekauft. Noch im gleichen Jahr ließ sich ein Priester in Groß Vahlberg nieder. Am 13. Oktober 1951 wurde die in dem Gebäude eingerichtete Kirche Maria vom Frieden von Bischof Joseph Godehard Machens als Filialkirche der Kuratie Schöppenstedt geweiht. 1982 verließ der letzte ortsansässige Priester Groß Vahlberg, danach wurde die Kirche vom Pfarrer aus Schöppenstedt mitbetreut. Im Herbst 1997 wurde die letzte Heilige Messe in der Kirche gehalten, und 1998 erfolgte der Verkauf des Gebäudes an Privat. Heute ist die etwa 6 km entfernte Kirche St. Joseph in Schöppenstedt die nächstgelegene katholische Kirche.

## Architektur und Ausstattung
Die Kirche wurde in einem bereits vorhandenen Gebäude eingerichtet, das sich in rund 99 Meter Höhe über dem Meeresspiegel befindet. Im kreuzbekrönten kleinen Dachreiter befand sich eine Glocke. An der Rückwand hinter dem schlichten tischförmigen Altar befand sich eine Marienstatue mit Strahlenkranz. Auch ein Fenster stellte Maria dar.